# Monfortinho e Salvaterra do Extremo
Monfortinho e Salvaterra do Extremo (oficialmente: União das Freguesias de Monfortinho e Salvaterra do Extremo) é uma freguesia portuguesa do município de Idanha-a-Nova, com 135,39 km² de áreae 508 habitantes (censo de 2021). A sua densidade populacional é 3,8 hab./km².

## História
Foi constituída em 2013, no âmbito de uma reforma administrativa nacional, pela agregação das antigas freguesias de Monfortinho e Salvaterra do Extremo, tendo a sede em Monfortinho.

## Demografia
A população registada nos censos foi:
| Distribuição da População por Grupos Etários | Distribuição da População por Grupos Etários | Distribuição da População por Grupos Etários | Distribuição da População por Grupos Etários | Distribuição da População por Grupos Etários |
| -------------------------------------------- | -------------------------------------------- | -------------------------------------------- | -------------------------------------------- | -------------------------------------------- |
| Ano                                          | 0-14 Anos                                    | 15-24 Anos                                   | 25-64 Anos                                   | > 65 Anos                                    |
| 2001                                         | 62                                           | 63                                           | 371                                          | 315                                          |
| 2011                                         | 41                                           | 34                                           | 320                                          | 311                                          |
| 2021                                         | 43                                           | 30                                           | 200                                          | 235                                          |

À data da junção das freguesias, a população registada no censo anterior foi:
| Freguesia atual                     | Freguesia atual | Freguesia atual | Freguesias antigas    | Freguesias antigas | Freguesias antigas |
| Freguesia                           | População       | Área (km²)      | Freguesia             | População          | Área               |
| ----------------------------------- | --------------- | --------------- | --------------------- | ------------------ | ------------------ |
| Monfortinho e Salvaterra do Extremo | 706             | 135,39          | Monfortinho           | 536                | 53,26              |
| Monfortinho e Salvaterra do Extremo | 706             | 135,39          | Salvaterra do Extremo | 170                | 82,13              |